# 重奪對移民制度的控制權
《重奪對移民制度的控制權》（英語：Restoring Control over the Immigration System）是英國內政部在2025年5月12日所發表的白皮書，闡述工黨的施紀賢政府就合法移民政策作出的收緊及改革措施。

## 概要

### 核心原則
白皮書就英國未來的移民制度，提出五項核心原則：
1. 淨移民人數必須下降，務求政府能有效管理移民制度
2. 政策須與支援本地人力技能及培訓的目標掛鈎，確保任何行業都不能單靠移民來填補技能短缺
3. 移民規則須公平、有效及清晰，以避免混亂或產生問題
4. 移民規則須獲得尊重並切實執行，包括打擊非法就業及遣返外籍罪犯等行動
5. 政策須促進融入及社區凝聚力，包括推行有關英語能力與來英人士貢獻的新規定

### 外勞政策
- 將技術工作簽證的門檻由RQF 3（英國高考程度）恢復至RQF 6（大學學位程度）
- 調高移民技能附加費（Immigration Skills Charge）32%，並將該費用撥付本地勞工技術培訓
- 在2028年，正式撤銷社區護理工作簽證新申請通道（適應期期間，容許為在英簽證持有人續期或轉換簽證）
- 成立勞動市場證據小組（Labour Market Evidence Group），研究勞動市場情況及相應政策的影響
- 成立「臨時短缺清單」，只限特定行業在獲制定人力策略後，短期內可輸入中低技術外勞
- 鼓勵本地企業投資於技術培訓，包括藉此衡量限制工作簽證贊助地位
- 鼓勵招攬國際高端人才，如人工智能從業員及科研企業家

### 學生與畢業生政策
- 將畢業生簽證居留期由兩年縮短至18個月；
- 加強對國際學生簽證濫用情況的監督；
- 提升教育機構的監管門檻，例如要求國際學生完成率需達90%；
- 要求使用中介的學校引入中介質素框架
- 考慮對招收國際學生的院校徵收費用，撥付本地勞工技術培訓

## 演辭
英國首相施紀賢於2025年5月12日發表演辭，介紹本份白皮書。在演說中，施紀賢承諾要「重奪」英國邊境的控制權，並說要「為我們政治、經濟與國家歷來那段污穢的篇章劃上句號」。他批評以往的保守黨政府的移民政策是「一場混亂」，形容其為「實施開放邊境的一國實驗」，並指出2019至2023年間英國的淨移民人數翻了4倍，與保守黨聲稱要降低移民人數的承諾背道而馳。
施紀賢強調，他削減移民的目的並非出於黨派政治考量，而是出於個人對國家正確方向的信念。他續稱：
國家依賴於規則而運作……在像我們這樣多元的國家中——而我亦為此而感到自豪——這些規則變得尤為重要。若失去了它們，我們便有可能淪為一座陌生人構成的孤島，而不再是一個能夠齊心前行的國家。


他指出，現行的英國移民制度「幾乎像是為容許濫用而設」，並正在「助長那些正在逐步撕裂我國的離心力量」。

## 資料來源
1. ↑  . GOV.UK.   [2025-05-13] （英语）.
2. 1 2 3  . GOV.UK. 2025-05-12  [2025-05-13] （英语）.